# 天之冬衣神
天之冬衣神（あめのふゆきぬのかみ）是日本神話的国津神。

## 概要
在『古事記』中记录是須佐之男命的5世孫，在『日本書紀』中的須佐之男5世孫为天之葺根神。『粟鹿大明神元記』中记述为須佐乃乎命的4世孫天布由伎奴。十七世神中的一柱国津神。
重藏神社的社传中记载他从出雲千里迢迢来到能登，平定了此地。
此外，天之葺根神还向天津神献上神剑。另外，日御碕神社宮司家小野氏是天之葺根神的后裔。

## 考証
名字含義是「天界的冬季衣物」，“冬衣”也被认为是对衣物丰富的赞美。
还有一种理论认为，其名称原本是“由布衣神”(棉衣的神格化)，因前代的布怒豆怒神、布帝耳神(和衣服有关的神)推翻，之后为了与神名中包含“国”的刺国大神、刺国若比賣、大国主神相对应而加上了“天之”，形成为“天之冬衣神”之名。

## 系譜

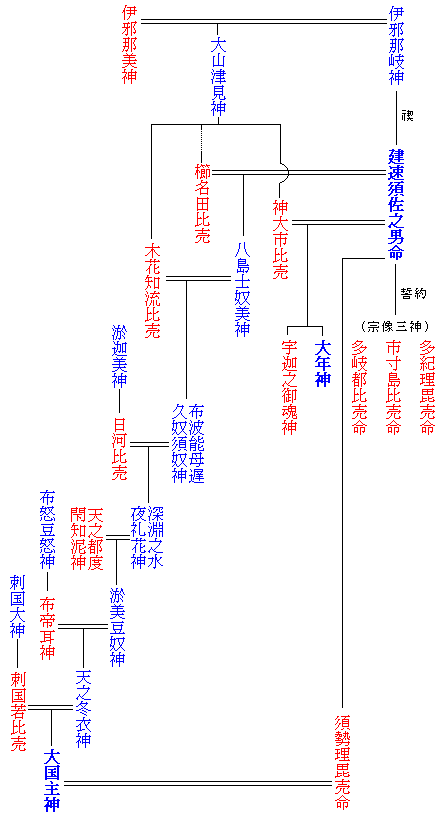
须佐之男命到大国主神的系谱（根据《古事记》）蓝色是男神，红色是女神

天之冬衣神由淤美豆奴神与布怒豆怒神之女布帝耳神生出，又与刺国大神之女刺国若比賣生出大国主大神。

## 祀奉神社
- 重藏神社（石川県輪島市市河井町）
- 富神社（島根県出雲市斐川町）

### 祀奉天之葺根神的神社
- 日前國縣神宮（和歌山県和歌山市秋月）
- 牛尾神社（佐賀県小城市小城町）

## 関連項目
- 大国主
- 素戔嗚尊